# Goldschmidt (cràter)

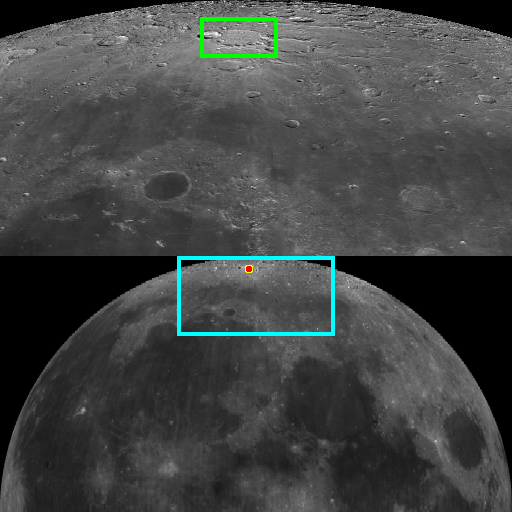
Localització de Goldschmidt sobre l'esfera lunar

Goldschmidt és un gran cràter d'impacte lunar de la varietat comunament denominada com a plana emmurallada. Es troba en la paret nord de la cara visible de la Lluna, i vist des de la Terra mostra una forma ovalada a causa de l'escorç. El brocal en realitat és relativament circular, encara que la vora occidental està coberta pel destacat cràter Anaxàgores. En el costat sud-est apareix la vora del cràter Barrow, estant les dues formacions separades per una vasta elevació de 30 quilòmetres d'amplària. Més al sud es troba el cràter Epígenes.
|  |

La vora externa fortament erosionada de Goldschmidt és rugosa i irregular, amb una paret interior que presenta una sèrie d'incisions en diversos llocs produïdes per petits impactes. Gran part de la vora occidental ja no existeix, a causa de la superposició d'Anaxàgores i del més petit Anaxàgores A. Les ejeccions d'aquestes formacions cobreixen el terç occidental de l'interior de Goldschmidt, sent el sòl restant gairebé anivellat i plànol, possiblement per haver ressorgit a causa dels fluxos de lava. Malgrat aquesta circumstància, la superfície apareix marcada per una multitud de petits cràters, sent el més destacat el petit Goldschmidt A.

## Cràters satèl·lit
Per convenció aquests elements són identificats en els mapes lunars posant la lletra en el costat del punt mitjà del cràter que està més prop de Goldschmidt.
|             | \| Goldschmidt \| Coordenades \| Diàmetre \| \| ----------- \| ---------------------------------- \| -------- \| \| A \| 72° 30′ N, 2° 30′ O / 72.5°N,2.5°O \| 7 km \| \| B \| 70° 36′ N, 6° 42′ O / 70.6°N,6.7°O \| 10 km \| \| C \| 71° 06′ N, 6° 00′ O / 71.1°N,6.0°O \| 7 km \| \| D \| 75° 18′ N, 7° 42′ O / 75.3°N,7.7°O \| 14 km \| |          |
| Goldschmidt | Coordenades | Diàmetre |
| A           | 72° 30′ N, 2° 30′ O / 72.5°N,2.5°O | 7 km     |
| B           | 70° 36′ N, 6° 42′ O / 70.6°N,6.7°O | 10 km    |
| C           | 71° 06′ N, 6° 00′ O / 71.1°N,6.0°O | 7 km     |
| D           | 75° 18′ N, 7° 42′ O / 75.3°N,7.7°O | 14 km    |